# فرانچسکو بوسا
فرانچسکو بوسا (انگلیسی: Francesco Bossa؛ زادهٔ ۲۶ مهٔ ۱۹۹۰) بازیکن فوتبال اهل ایتالیا است.
از باشگاه‌هایی که در آن بازی کرده‌است می‌توان به باشگاه فوتبال کومو و باشگاه فوتبال اودینزه اشاره کرد.